# 瓦蘭多沃市鎮

瓦蘭多沃市鎮在北马其顿的位置

瓦蘭多沃市鎮是北馬其頓共和國的一個市镇，行政中心为瓦蘭多沃，属于东南统计区，總面積331.4平方公里，2018年人口10,690。
該市镇西北面是代米尔卡皮亚市镇，北臨孔切市鎮，東北面是斯特魯米察市鎮，東臨希臘，南毗多伊兰市镇和波格丹齐市镇，西南面是蓋夫蓋利亞市鎮。

## 外部連結
- 官方网站